# Hexacentrus elegans
Hexacentrus elegans är en insektsart som beskrevs av Ludwig Redtenbacher 1891. Hexacentrus elegans ingår i släktet Hexacentrus och familjen vårtbitare. Inga underarter finns listade i Catalogue of Life.